# Canton de Tréguier
Le canton de Tréguier est une circonscription électorale française située dans le département des Côtes-d'Armor et la région Bretagne.

## Histoire
Le canton de Tréguier a été créé en 1790.
Un nouveau découpage territorial des Côtes-d'Armor entre en vigueur à l'occasion des élections départementales de mars 2015, défini par le décret du 13 février 2014, en application des lois du 17 mai 2013 (loi organique 2013-402 et loi 2013-403). Les conseillers départementaux sont, à compter de ces élections, élus au scrutin majoritaire binominal mixte. Les électeurs de chaque canton élisent au Conseil départemental, nouvelle appellation du Conseil général, deux membres de sexe différent, qui se présentent en binôme de candidats. Les conseillers départementaux sont élus pour 6 ans au scrutin binominal majoritaire à deux tours, l'accès au second tour nécessitant 12,5 % des inscrits au 1er tour. En outre la totalité des conseillers départementaux est renouvelée. Ce nouveau mode de scrutin nécessite un redécoupage des cantons dont le nombre est divisé par deux avec arrondi à l'unité impaire supérieure si ce nombre n'est pas entier impair, assorti de conditions de seuils minimaux. Dans les Côtes-d'Armor, le nombre de cantons passe ainsi de 52 à 27. Le nombre de communes du canton de Tréguier passe de 10 à 22.
Le nouveau canton de Tréguier est formé de communes des anciens cantons de Tréguier (10 communes), de La Roche-Derrien (5 communes) et de Lézardrieux (7 communes). Le canton est entièrement inclus dans l'arrondissement de Lannion. Le bureau centralisateur est situé à Tréguier.

## Représentation

### Conseillers d'arrondissement (de 1833 à 1940)
Le canton de Tréguier avait deux conseillers d'arrondissement.
| Période                                  | Période           | Identité                                           | Étiquette       | Qualité |
| ---------------------------------------- | ----------------- | -------------------------------------------------- | --------------- | --- |
| 1833                                     | 1836              | François Casimir Duportal de Goasmeur              |                 | Maire de Tréguier                                                                                           |
| 1833                                     | 1842              | Jean Marie Le Grand                                |                 | Maire de Langoat                                                                                            |
| 1836                                     | 1842 (décès)      | Louis Marie Le Saux du Mesguen (1782-1842)         |                 | Juge de paix, propriétaire à Tréguier                                                                       |
| 1842                                     | 1848              | Yves Marie Le Roux (1796-1863)                     |                 | Maire de Coatréven                                                                                          |
| 1842                                     | 1848              | M. Ozou                                            |                 | Négociant à Tréguier                                                                                        |
|                                          |                   |                                                    |                 | |
| 1852                                     | 1858              | Louis Pasquiou                                     |                 | Propriétaire à Penvénan                                                                                     |
| 1852                                     | 1864              | Yves Le Roux                                       |                 | Propriétaire à Coatréven                                                                                    |
| 1864                                     | 1870 (décès)      | Pierre Le Fichant (1817-1870)                      |                 | Propriétaire, maire de Minihy-Tréguier                                                                      |
| 1858                                     | 1871>             | Edmond Marie de Roquefeuil (1832-1885)             |                 | Propriétaire du Manoir de Kergrec'h, maire de Plougrescant (1851 à 1885)                                    |
|                                          |                   |                                                    |                 | |
| 1871                                     |                   | M. Le Gargam                                       |                 | Propriétaire à Minihy-Tréguier                                                                              |
| 1871                                     |                   | M. Menguy                                          |                 | Propriétaire à Plougrescant                                                                                 |
|                                          |                   |                                                    |                 | |
| 1885                                     | 1893 (annulation) | Aymar de Roquefeuil (1863-1948, fils du précédent) |                 | Propriétaire du Manoir de Kergrec'h, maire de Plougrescant                                                  |
|                                          |                   |                                                    |                 | |
|                                          | 1904              | Esprit François Marie Briand (1864-1922)           | Droite          | Maire de Camlez (1899-1922)                                                                                 |
| 1904                                     | 1911              | Yves-Marie Le Borgne                               | Radical puis RG | Agriculteur, maire de Tréguier                                                                              |
| 24 déc. 1911                             |                   | M. Dagorn                                          |                 | |
|                                          |                   |                                                    |                 | |
| 1922                                     | 1940              | Joseph Le Corre                                    | Radical         | Cultivateur, maire de Coatréven                                                                             |
| 1940                                     |                   |                                                    |                 | Les conseils d'arrondissement ont été suspendus par la loi du 12 octobre 1940 et n'ont jamais été réactivés |
| Les données manquantes sont à compléter. |                   |                                                    |                 | |

### Conseillers généraux de 1833 à 2015
| Période | Période                                       | Identité                           | Étiquette             | Qualité |
| ------- | --------------------------------------------- | ---------------------------------- | --------------------- | --- |
| 1833    | 1848                                          | Charles Illiac aîné                |                       | Négociant, maire de Tréguier |
| 1848    | 1852                                          | Paul de Dieuleveult                | Droite                | Propriétaire, maire de Tréguier Représentant du peuple (1849-1851)                                                                                                   |
| 1852    | 1870                                          | Comte Gustave Le Borgne de La Tour | Majorité dynastique   | Capitaine, député (1852-1870) Maire de Tréguier (1858-1892) |
| 1870    | 1877                                          | Charles Le Gac (1836-1887)         | Républicain           | Notaire, maire de Tréguier |
| 1877    | 1883                                          | Louis Le Provost de Launay         | Conservateur          | Député (1876-1893) |
| 1883    | 1884 (annulation)                             | Charles Le Gac                     | Républicain           | Notaire, maire de Tréguier |
| 1884    | 1889 (élu dans le canton de La Roche-Derrien) | Louis Le Provost de Launay         | Conservateur          | Député (1876-1893) |
| 1889    | 1895                                          | Jean-Jacques Bouget                | Droite                | Cultivateur à Minihy-Tréguier |
| 1895    | 1901                                          | Louis Le Provost de Launay         | Conservateur          | Député (1876-1893) Sénateur (1896-1912) Président du Conseil Général (1894-....)                                                                                     |
| 1901    | 1940                                          | Vicomte Gustave de Kerguezec       | Républicain puis Rad. | Propriétaire terrien Maire de Plougrescant (1908-1919) puis de Tréguier (1919-1943) Député (1906-1920) Sénateur (1921-1939) Président du Conseil Général (1920-1931) |
|         |                                               |                                    |                       | |
| 1945    | 1951                                          | Marcel Pichouron                   | Rad.                  | Médecin, maire de Penvénan (1935-1946) |
| 1951    | 1960 (décès)                                  | François Broudic                   | SFIO                  | Cultivateur, maire de Plouguiel |
| 1960    | 1976                                          | Paul Le Parquer                    | DVD                   | Maraîcher Maire de Plouguiel (1959-1965) |
| 1976    | 1988                                          | Yves Le Cozannet                   | UDF                   | Agriculteur Sénateur (1980-1989) Maire de Minihy-Tréguier |
| 1988    | 1994                                          | Michel Le Saint (1932-2002)        | PS                    | Maire de Plougrescant |
| 1994    | 2008                                          | Michel Bataille                    | UDF-CDS puis UMP      | Conseiller juridique, Directeur départemental adjoint de La Poste Maire de Plouguiel (1989-2008)                                                                     |
| 2008    | 2015                                          | Isabelle Nicolas                   | PS                    | Architecte Vice-présidente du Conseil général, Penvénan Présidente du Pays Trégor-Goëlo                                                                              |

### Conseiller départementaux depuis 2015
| Période élective | Période élective | Mandat | Mandat   | Identité           | Nuance | Nuance | Qualité                                                                                       |
| ---------------- | ---------------- | ------ | -------- | ------------------ | ------ | ------ | --------------------------------------------------------------------------------------------- |
| 2015             | 2021             | 2015   | 2021     | Pierrick Gouronnec |        | PS     | Exploitant agricole Maire de Pleumeur-Gautier (depuis 2001)                                   |
| 2015             | 2021             | 2015   | 2021     | Isabelle Nicolas   |        | PS     | Diplômée en architecture, ancienne maire adjointe de Penvénan Présidente du Pays Trégor-Goëlo |
| 2021             | 2028             | 2021   | en cours | Pierrick Gouronnec |        | PS     | Conseiller sortant                                                                            |
| 2021             | 2028             | 2021   | en cours | Graziella Segoni   |        | DVG    | Professeure des écoles retraitée Conseillère municipale de Penvénan                           |

### Résultats détaillés

#### Élections de mars 2015
À l'issue du 1er tour des élections départementales de 2015, deux binômes sont en ballottage : Pierrick Gouronnec et Isabelle Nicolas (PS, 36,48 %) et Patricia Le Goas et Didier Rogard (DVD, 30,01 %). Le taux de participation est de 57,43 % (10 887 votants sur 18 957 inscrits) contre 56,24 % au niveau départementalet 50,17 % au niveau national.
Au second tour, Pierrick Gouronnec et Isabelle Nicolas (PS) sont élus avec 54,36 % des suffrages exprimés et un taux de participation de 55,98 % (5 331 voix pour 10 611 votants et 18 956 inscrits).

#### Élections de juin 2021
Le premier tour des élections départementales de 2021 est marqué par un très faible taux de participation (33,26 % au niveau national). Dans le canton de Tréguier, ce taux de participation est de 41,97 % (7 963 votants sur 18 972 inscrits) contre 39,37 % au niveau départemental. À l'issue de ce premier tour, deux binômes sont en ballottage : Pierrick Gouronnec et Graziella Segoni (Union à gauche, 49,11 %) et Guirec Arhant et Christelle Beauverger (DVC, 34,03 %).
Le second tour des élections est marqué une nouvelle fois par une abstention massive équivalente au premier tour. Les taux de participation sont de 34,3 % au niveau national, 40,31 % dans le département et 42,39 % dans le canton de Tréguier. Pierrick Gouronnec et Graziella Segoni (Union à gauche) sont élus avec 58,52 % des suffrages exprimés (4 456 voix pour 8 044 votants et 18 975 inscrits),,. 

## Composition

### Composition avant 2015

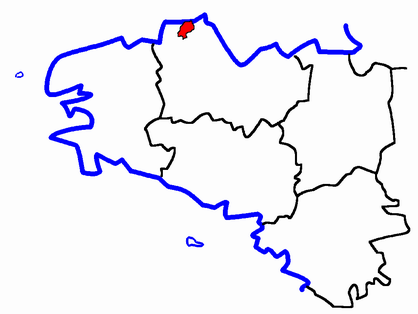
Situation du canton de Tréguier dans le département des Côtes-d'Armor avant 2015.

Le canton de Tréguier regroupait dix communes.
| Nom                  | Code Insee | Codepostal | Superficie (km2) | Population (dernière pop. légale) | Densité (hab./km2) |
| -------------------- | ---------- | ---------- | ---------------- | --------------------------------- | ------------------ |
| Tréguier (chef-lieu) | 22362      | 22220      | 1,52             | 2 559 (2012)                      | 1 684              |
| Camlez               | 22028      | 22450      | 11,66            | 871 (2012)                        | 75                 |
| Coatréven            | 22042      | 22450      | 9,13             | 466 (2012)                        | 51                 |
| Langoat              | 22101      | 22450      | 18,50            | 1 128 (2012)                      | 61                 |
| Lanmérin             | 22110      | 22300      | 4,15             | 537 (2012)                        | 129                |
| Minihy-Tréguier      | 22152      | 22220      | 12,07            | 1 218 (2012)                      | 101                |
| Penvénan             | 22166      | 22710      | 19,84            | 2 589 (2012)                      | 130                |
| Plougrescant         | 22218      | 22820      | 15,54            | 1 284 (2012)                      | 83                 |
| Plouguiel            | 22221      | 22220      | 19,07            | 1 802 (2012)                      | 94                 |
| Trézény              | 22381      | 22450      | 3,25             | 357 (2012)                        | 110                |

### Composition à partir de 2015
Le nouveau canton de Tréguier comprenait 22 communes entières à sa création.
À la suite de la fusion, au 1er janvier 2019, de Hengoat, de Pommerit-Jaudy, de  Pouldouran et de La Roche-Derrien pour former la commune de La Roche-Jaudy, le nombre de communes descend à 19.
| Nom                              | Code Insee | Intercommunalité             | Superficie (km2) | Population (dernière pop. légale) | Densité (hab./km2) | Modifier                                    |
| -------------------------------- | ---------- | ---------------------------- | ---------------- | --------------------------------- | ------------------ | ------------------------------------------- |
| Tréguier (bureau centralisateur) | 22362      | CA Lannion-Trégor Communauté | 1,52             | 2 349 (2022)                      | 1 545              | modifier les données · modifier les données |
| Camlez                           | 22028      | CA Lannion-Trégor Communauté | 11,66            | 832 (2022)                        | 71                 | modifier les données · modifier les données |
| Coatréven                        | 22042      | CA Lannion-Trégor Communauté | 9,13             | 493 (2022)                        | 54                 | modifier les données · modifier les données |
| Kerbors                          | 22085      | CA Lannion-Trégor Communauté | 6,88             | 286 (2022)                        | 42                 | modifier les données · modifier les données |
| Langoat                          | 22101      | CA Lannion-Trégor Communauté | 18,50            | 1 161 (2022)                      | 63                 | modifier les données · modifier les données |
| Lanmérin                         | 22110      | CA Lannion-Trégor Communauté | 4,15             | 573 (2022)                        | 138                | modifier les données · modifier les données |
| Lanmodez                         | 22111      | CA Lannion-Trégor Communauté | 4,15             | 400 (2022)                        | 96                 | modifier les données · modifier les données |
| Lézardrieux                      | 22127      | CA Lannion-Trégor Communauté | 11,91            | 1 632 (2022)                      | 137                | modifier les données · modifier les données |
| Minihy-Tréguier                  | 22152      | CA Lannion-Trégor Communauté | 12,07            | 1 263 (2022)                      | 105                | modifier les données · modifier les données |
| Penvénan                         | 22166      | CA Lannion-Trégor Communauté | 19,84            | 2 548 (2022)                      | 128                | modifier les données · modifier les données |
| Pleubian                         | 22195      | CA Lannion-Trégor Communauté | 20,10            | 2 334 (2022)                      | 116                | modifier les données · modifier les données |
| Pleudaniel                       | 22196      | CA Lannion-Trégor Communauté | 18,42            | 925 (2022)                        | 50                 | modifier les données · modifier les données |
| Pleumeur-Gautier                 | 22199      | CA Lannion-Trégor Communauté | 18,99            | 1 186 (2022)                      | 62                 | modifier les données · modifier les données |
| Plougrescant                     | 22218      | CA Lannion-Trégor Communauté | 15,54            | 1 198 (2022)                      | 77                 | modifier les données · modifier les données |
| Plouguiel                        | 22221      | CA Lannion-Trégor Communauté | 19,07            | 1 745 (2022)                      | 92                 | modifier les données · modifier les données |
| La Roche-Jaudy                   | 22264      | CA Lannion-Trégor Communauté | 29,42            | 2 643 (2022)                      | 90                 | modifier les données · modifier les données |
| Trédarzec                        | 22347      | CA Lannion-Trégor Communauté | 11,68            | 1 069 (2022)                      | 92                 | modifier les données · modifier les données |
| Trézény                          | 22381      | CA Lannion-Trégor Communauté | 3,25             | 355 (2022)                        | 109                | modifier les données · modifier les données |
| Troguéry                         | 22383      | CA Lannion-Trégor Communauté | 3,61             | 219 (2022)                        | 61                 | modifier les données · modifier les données |
| Canton de Tréguier               | 2227       |                              | 239,89           | 23 211 (2022)                     | 97                 | modifier les données                        |

## Démographie

### Démographie avant 2015
| 1962   | 1968   | 1975   | 1982   | 1990   | 1999   | 2006   | 2011   | 2012   |
| ------ | ------ | ------ | ------ | ------ | ------ | ------ | ------ | ------ |
| 12 826 | 12 559 | 12 499 | 12 404 | 12 559 | 12 189 | 12 694 | 12 823 | 12 811 |

### Démographie depuis 2015
En 2022, le canton comptait 23 211 habitants, en évolution de −1,55 % par rapport à 2016 (Côtes-d'Armor : +1,78 %, France hors Mayotte : +2,11 %).
| 2013   | 2018   | 2022   |
| ------ | ------ | ------ |
| 23 820 | 23 176 | 23 211 |